# ادواردو لئو
ادواردو لئو (به ایتالیایی: Edoardo Leo) (زاده ۲۱ آوریل ۱۹۷۲) بازیگر، کارگردان و فیلمنامه‌نویس ایتالیایی است.

## زندگی و شغل
ادواردو لئو، متولد رم، فارغ‌التحصیل ادبیات و فلسفه از دانشگاه ساپینزا است. او در سنین جوانی شروع به شرکت در دوره‌های بازیگری کرد و اولین کار حرفه ای خود را در سال ۱۹۹۵، در فیلم تلویزیونی La luna rubata انجام داد. او اولین نقش برجسته خود را در سال ۲۰۰۳ با نقش مارچلو در سریال تلویزیون، یک پزشک در خانواده شروع کرد.
در سال ۲۰۰۹، لئو به عنوان فیلمنامه نگار و کارگردان در فیلم «۱۸ سال بعد» فعالیت کرد و برای این فیلم نامزد جایزه دیوید دی دوناتلو برای بهترین کارگردان جدید و نامزد جایزه روبان نقره ای برای بهترین کارگردان شد. وی در سال ۲۰۱۴ جایزه نینو مانفردی در جوایز روبان نقره ای را دریافت کرد.
فیلم او در سال 2015 The Legendary Giulia and Other Miracles (افسانه جیولیا و سایر معجزات) برنده دیوید دی دوناتلو جوانان و روبان نقره ای برای بهترین فیلم کمدی شد.

## فیلمبرداری
| سال  | عنوان                                     | نقش           | یادداشت                             |
| ---- | ----------------------------------------- | ------------- | ----------------------------------- |
| ۲۰۰۳ | مردم روم                                  | خودش          | فیلم مستند                          |
| ۲۰۰۴ | محدودیت‌های شهر                            | لورنزو کورسی  |                                     |
| ۲۰۱۰ | ۱۸ سال بعد                                | میرکو         | اولین کارگردانی و فیلمنامه‌نویسی است |
| ۲۰۱۱ | اسکورت در عشق                             | بارمن         | ظاهر کامو                           |
| ۲۰۱۲ | پاینده‌باد ایتالیا                         | مارکو         |                                     |
| ۲۰۱۲ | به رم با عشق                              | روزنامه‌نگار   | ظاهر کامو                           |
| ۲۰۱۳ | صبح بخیر پدر                              | پائولو        | همچنین کارگردان                     |
| ۲۰۱۳ | حرکت پنگوئن                               | برونو         | همچنین نویسنده                      |
| ۲۰۱۴ | همه اشتباهات فروید                        | روبرتو        |                                     |
| ۲۰۱۴ | شما من را به یاد دارید؟                   | روبرتو مارینو | همچنین نویسنده                      |
| ۲۰۱۴ | من می‌توانم هر زمان که می‌خواهم استعفا بدهم | پیترو زینی    |                                     |
| ۲۰۱۵ | افسانه جیولیا و سایر معجزات               | فاوستو        | همچنین نویسنده                      |
| ۲۰۱۵ | اونا کیا؟                                 | دیوید         |                                     |
| ۲۰۱۶ | غریبه‌های تمام عیار                        | کاسیمو        |                                     |
| ۲۰۱۹ | چیزی جز جنایت باقی نمانده‌است              | رناتینو       |                                     |
| ۲۰۱۹ | شیر شاه                                   | تیمون (صدا)   | دوبله ایتالیایی                     |

| سال       | عنوان                          | نقش           | یادداشت                                          |
| --------- | ------------------------------ | ------------- | ------------------------------------------------ |
| ۱۹۹۶      | بچه‌ها روی دیوار                | آنجلو         | سریال تلویزیونی ایتالیا؛ قسمت: "Vincere"         |
| ۱۹۹۷      | وکیل پورتا                     | وینچنزو       | سریال تلویزیونی ایتالیا؛ ۴ قسمت                  |
| ۱۹۹۸      | مارشال روکا                    | پیرو کامبی    | سریال تلویزیونی ایتالیا؛ قسمت: "فینال انیگما"    |
| ۲۰۰۴–۲۰۰۴ | یک پزشک در خانواده             | مارچلو        | سریال تلویزیونی ایتالیا؛ ۱۱ قسمت                 |
| ۲۰۰۲      | دون ماتئو                      | فرانکو لوداتی | سریال تلویزیونی ایتالیا؛ قسمت: "رسوایی در città" |
| ۲۰۰۲      | زیبایی زنان                    | ایوان         | سریال تلویزیونی ایتالیا؛ قسمت: "آگوستو"          |
| ۲۰۰۵      | من با یک فوتبالیست ازدواج کردم | ویتو پالما    | مینی سریال تلویزیونی ایتالیا؛ ۴ قسمت             |
| ۲۰۰۷      | کاترین و دخترانش               | رابی          | سریال تلویزیونی ایتالیا؛ ۶ قسمت                  |
| ۲۰۰۸–۲۰۱۰ | رمان جنایی: سریال              | نمبو بچه      | سریال تلویزیونی ایتالیا؛ ۱۵ قسمت                 |
| ۲۰۰۹      | جنایی                          | لوکا          | سریال تلویزیونی ایتالیا؛ قسمت: "مورک و مندی"     |
| ۲۰۰۹      | من سزارونی                     | استیفانو      | سریال تلویزیونی ایتالیا؛ ۲ قسمت                  |
| ۲۰۱۲      | تایتانیک: خون و فولاد          | آندره         | سریال تلویزیونی فرانسوی؛ ۸ قسمت                  |
| ۲۰۱۸      | جشنواره دوپو                   | خودش          | میزبان                                           |